# From a Distance
Singles de Bette Midler
Wind Beneath My Wings
(1989) Night and Day
(1991)
Clip vidéo
[vidéo] « From a Distance », sur YouTube
From a Distance est une chanson écrite en 1985 par la chanteuse-compositrice américaine Julie Gold (en), alors inconnue. La chanson a été initialement enregistrée par Nanci Griffith en 1987. (C'était, en fait, la première chanson écrite par Gold qui a été enregistrée.)
La version la plus célèbre de la chanson est celle sortie par Bette Midler en 1990. Elle a atteint la 2e place sur le Billboard Hot 100 (aux États-Unis) et la 6e place au Royaume-Uni.
Le 20 février 1991, la chanteuse-compositrice Julie Gold a reçu pour cette chanson le Grammy de la chanson de l'année. La chanson a aussi été nommée pour le Grammy de l'enregistrement de l'année, mais a perdu face à Another Day in Paradise de Phil Collins.